# Carbon dioxide trong khí quyển Trái Đất

Đồ thị Keeling về mức CO_{2} đo tại Đài quan sát Mauna Loa.

Các nhà khoa học quan tâm đến mức carbon dioxide (CO2) trong khí quyển Trái Đất bởi vì nó có tác động đến hiệu ứng nhà kính. Mức này đã tăng lên đáng kể trong thế kỷ 21, tăng trung bình 2,0 ppm/năm trong giai đoạn 2000–2009 và có dấu hiệu tăng nhanh hơn kể từ khi đó. Trước thời đại công nghiệp mật độ này bằng 280 ppm, nhưng tăng lên tới 400 ppm (phần triệu) tính đến  năm tháng 5 năm 2013, do chủ yếu từ những nguồn hoạt động của con người ảnh hưởng lên môi trường. Khoảng 57% lượng khí thải CO2 làm tăng mật độ của nó trong khí quyển, những phần còn lại đa số làm axít hóa đại dương. Quá trình quang hợp tiêu thụ cacbon dioxide (ở thực vật và sinh vật quang tự dưỡng), và nó cũng là một trong các loại khí nhà kính. Mặc dù mật độ tập trung của CO2 là khá nhỏ so với các khí khác trong khí quyển, CO2 là nhân tố quan trọng của khí quyển Trái Đất bởi vì các phân tử CO2 hấp thụ và phát xạ tia hồng ngoại tại bước sóng 4,26 µm (trong mode dao động giãn bất đối xứng) và 14,99 µm (mode dao động uốn), và vì vậy đóng vai trò quan trọng trong hiệu ứng nhà kính. Mức hiện tại cao hơn bất kỳ thời gian nào trong 800.000 năm trước, thậm chí khả năng cao hơn hẳn trong 20 triệu năm qua.

## Mật độ hiện tại

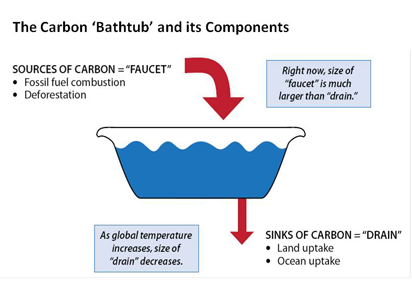
Sự tương tự giữa đổ đầy bồn tắm bằng nước với quá trình tăng mật độ CO_{2} trong khí quyển.

Năm 2009, mật độ trung bình toàn cầu của CO2 trong khí quyển Trái Đất là khoảng 0,0387%, hay 387 ppm. Biên độ tăng giảm của mật độ gần bằng 3–9 ppmv tương ứng với sự thay đổi các mùa tại Bán cầu bắc. Bắc bán cầu chi phối mật độ tập trung CO2 bởi vì đa số các nước công nghiệp phát triển nằm tại đây, và nhu cầu tiêu thụ năng lượng tăng cao nhất trong mùa đông tại các nước này. Mật độ CO2 đạt cực đại vào tháng 5 khi kết thúc mùa lạnh, và bắt đầu mùa xuân tại Bắc bán cầu, giá trị này đạt cực tiểu vào tháng 10 khi năng lượng tái tạo sinh khối từ quang hợp là lớn nhất.
Tháng 5 năm 2013, kỷ lục đầu tiên trong khoa học Trái Đất khi lượng carbon dioxide đo tại trạm ở núi Mauna Loa lên tới 400 ppm. Sir Brian Hoskins thuộc Royal Society đây là một dấu mốc "gây sức ép lên chính phủ các nước phải có những hành động mạnh mẽ hơn". Tạp chí National Geographic đưa tin mức CO2 trong khí quyển là cao nhất "trong 55 năm kể từ khi thu thập dữ liệu—và có lẽ cao hơn kể từ 3 triệu năm trước trong lịch sử Trái Đất". Vào tháng 6 năm 2012 ở Bắc Cực cũng đã đạt tới mức này, và theo như giám đốc cơ quan giám sát khí hậu toàn cầu tại Phòng thí nghiệm Nghiên cứu hệ thống Trái Đất thuộc Cục Quản trị Đại dương và Khí quyển Quốc gia (NOAA), "điều này nhắc nhở mọi người rằng chúng ta vẫn chưa khắc phục được, và vấn đề vẫn còn đó."